# Салют Беллами

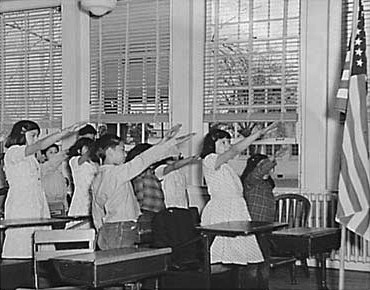
Дети дают клятву верности флагу США, 1941 г.

Салют Беллами — ритуал произнесения клятвы верности флагу США: во время произнесения слов «Клянусь в верности моему флагу», стоять «смирно», правая рука поднимается к груди, потом резко вскидывается вверх и направляется прямо на флаг. Этот ритуал впервые выполнил Френсис Беллами (англ. Francis Bellamy) на Дне Колумба 12 октября 1892 года. Ритуал быстро получил название «салют Беллами» и стал широко использоваться в скаутских организациях.
Беллами является автором текста клятвы. Автором жеста был Джеймс Апхэм (англ. James B. Upham), младший партнер и редактор молодёжного журнала The Youth’s Companion, где работал Беллами. Беллами вспоминает, что Апхэм зашёл, остановился в позе приветствия, щёлкнул каблуками и сказал: «Итак, флаг там; я пришёл для приветствия; я говорю: „Клянусь в верности моему флагу“; я протягиваю правую руку и держу её поднятой, в то время как говорю клятву».

## Описание ритуала
По сигналу руководителя ученики строятся в шеренги, руки по бокам внизу, равнение на флаг. По второму сигналу каждый ученик отдаёт честь в воинском приветствии — правая рука поднимается ладонью вниз к линии лба и касается его. Стоя таким образом, все медленно повторяют вместе: «Я клянусь в верности моему флагу и республике, которую он символизирует: единой неделимой нации со свободой и справедливостью для всех». При словах «моему флагу» правая рука изящно поднимается ладонью вверх, в сторону флага, и остаётся в этом жесте до конца клятвы, после чего все сразу же опускают руки по бокам вниз.— The Youth’s Companion, 65 (1892): 446–447

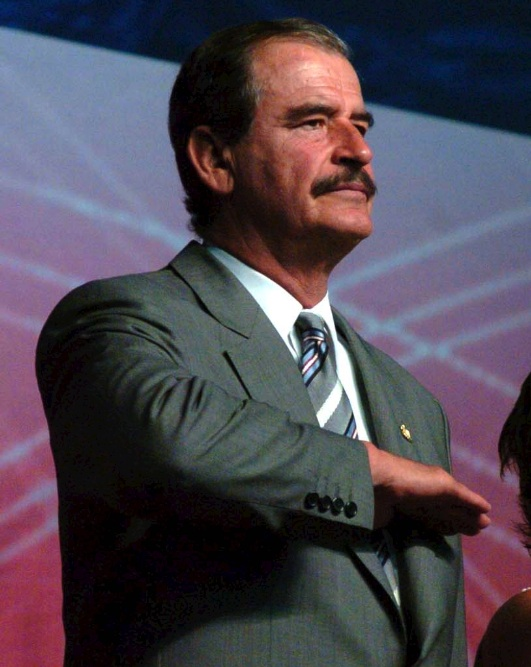
Висенте Фокс, президент Мексики, приветствует флаг

Для гражданских лиц отдание чести было заменено на жест «Рука у сердца» — правая рука поднимается ладонью вниз на уровень груди и касается её, после чего следовал взмах рукой, как описывал Беллами.
В 1920-е годы албанский правитель Ахмет Зогу для полиции учредил приветствие, аналогичное жесту «Рука у сердца».
Сегодня в некоторых странах Латинской Америки, особенно в Мексике, гражданские лица используют аналогичное приветствие для салютования государственному флагу.

## Изменение ритуала

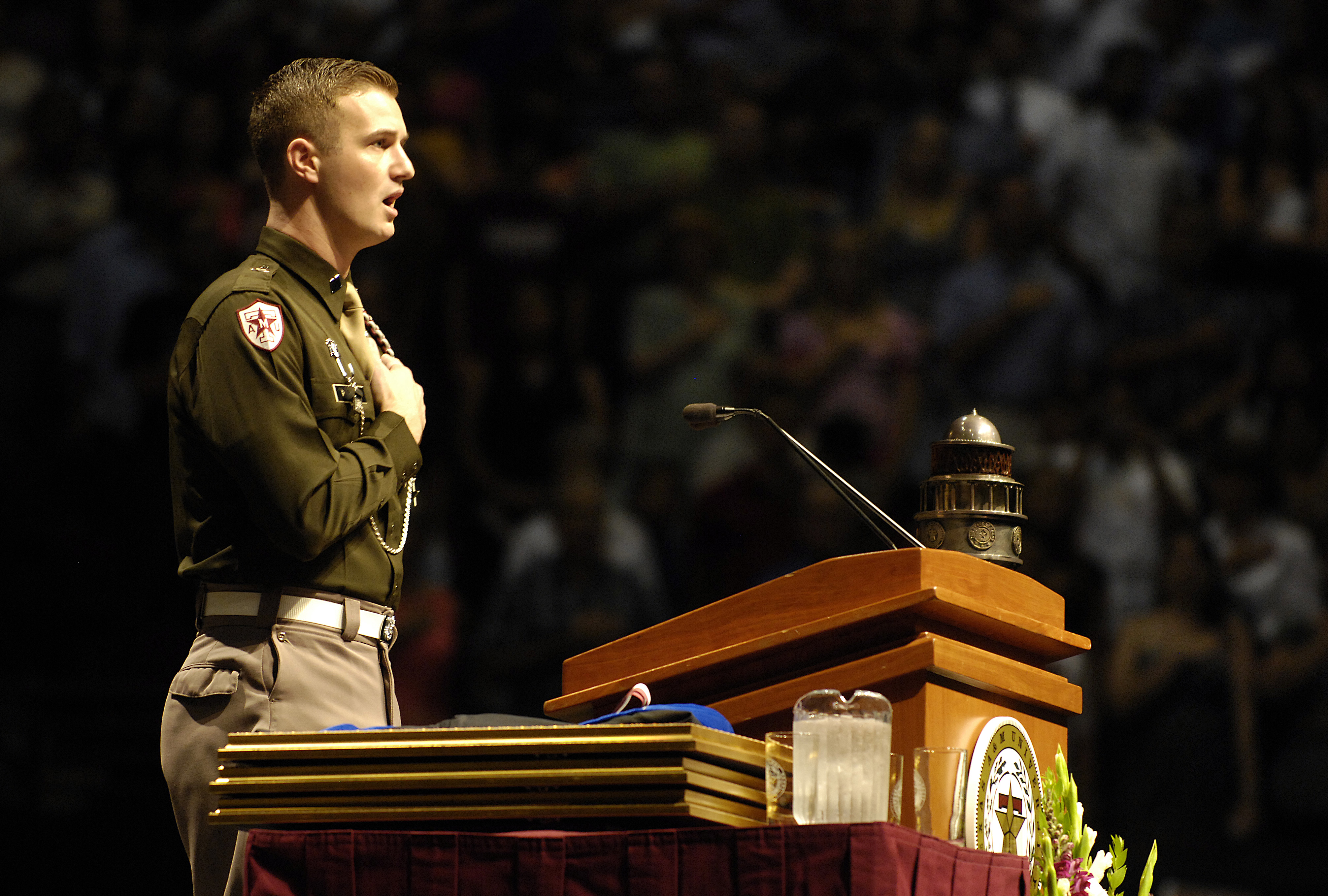
Современный вариант жеста при клятве верности флагу США

В 1920-е — 1930-е годы итальянские фашисты в качестве приветствия начали использовать римский салют, чтобы подчеркнуть связь обновлённой Италии с традициями Древнего Рима. По их примеру немецкие нацисты приняли нацистское приветствие, которое визуально похоже на римский салют. Сходство жестов привело к путанице, особенно с началом Второй мировой войны. С 1939 года до нападения на Пёрл-Харбор противники участия США в войне старались не использовать салют Беллами, чтобы их не причислили к сторонникам нацистов. Например, известный американский лётчик Чарльз Линдберг и его сторонники были вынуждены оправдываться и доказывать, что Линдберг не поддерживает Гитлера и что на фотографиях изображёно не нацистское приветствие, а салют Беллами. Биограф Скотт Берг доказывает, что скандальные фотографии сделаны без захвата в кадр флага США, что делает салют Беллами неотличимым от нацистского приветствия.
22 декабря 1942 года Конгресс принял поправки к Кодексу о флаге США и клятву флагу стали произносить, положив правую руку ладонью на сердце.